# 不謹慎ゲーム
不謹慎ゲーム（ふきんしんゲーム）は、注目度の高い事件や事故が発生した後にそれらをネタにして作成、発表され、その事件を茶化すことを主な目的としたコンピュータゲームの総称である。

## 概要
こういった不謹慎ゲームは、インターネット上の媒体において、興味本位で話題に採り上げられる一方で、批判も受ける。不謹慎ゲームにおいては否定的な意見のほうが多い。ただし、死者が出た事件や災害を題材とせず、事件の中心となった特定個人の「社会的懲罰」の意味合いが感じられるもの、製作者本人が事件を風化させないためと公表しているような場合は、許容する意見も増える。
ネタとなる「事件」は重大な事件に限らず、「寝ているホームレスに生卵をぶつけた動画を現役大学生が公開した」（ただし、後に動画はやらせであったと判明する）といったようなものもある。
古くは1995年に地下鉄サリン事件をゲーム化した『霞ヶ関』がパソコン通信にアップロードされている。元となった事件が与えた社会的影響が非常に大きいだけに、『霞ヶ関』は不謹慎ゲームの中でも非常に有名なゲームとなった。「可能な限り大きな被害を出す」という内容があまりにも過激であるため、中には『霞ヶ関』を削除するパソコン通信ネットも現れた。
2015年にアメリカ同時多発テロ事件の1つアメリカン航空11便テロ事件を追体験することを目的に製作された『8:46』は、事件を茶化す目的で製作されたわけではなく、宗教的な考えや政治的なメッセージ性も無いため、不謹慎ゲームと呼ばれているわけではないが、本作を「不謹慎」と批判する意見はある。
2009年にMolleindustriaが発表した『Faith Fighter』はキリスト教、イスラム教、仏教といった各宗教の開祖をキャラクターとしてプレイヤーが操作する対戦格闘ゲームであり、多くの宗教関係者が拒否し、怒りを露わにした。
2011年6月14日頃に公開されたとみられるブラウザゲーム、『ファイナル・ブレイカー（FINAL BREAKER）』は、東京電力をモチーフにしたと思われる電力会社の社員を次々と殺害していく内容であり、批判が出たため、6月20日には閉鎖された。
2020年にはCOVID-19の世界的な感染拡大により、2012年にiOS・Android、その後PC等でリリースされたシミュレーションゲーム、『Plague Inc.』（プレイグインク）が中国のアプリストアから一時削除された。理由としては、本作の目標は自分で作った感染症を世界に広げることであるため、不謹慎と見なされたためである。その後、開発会社は伝染病から世界を救う新たなゲームモード「THE CURE」を追加して、新型コロナが収束するまで無料で提供すると発表した。